# Frank Klopas
Fotios « Frank » Klopas est un joueur et entraîneur gréco-américain de soccer né le 1er septembre 1966 à Prosymna en Grèce. Ancien international américain, il est l'entraîneur par intérim du Fire de Chicago depuis le 8 mai 2023.

## Jeunesse
Klopas émigra aux États-Unis à l'âge de huit ans et obtint la nationalité américaine à dix-huit ans. Lui et sa famille résident alors à Chicago, où il joue au soccer et étudie à la Mather High School.

## Carrière de joueur

### Sting de Chicago
En 1983, il signe au Sting de Chicago qui évoluent en North American Soccer League, mais une blessure lui fait rater la finale des séries éliminatoires. Klopas joua aussi au soccer intérieur durant quatre saisons.

### Départ en Grèce
En 1988, Klopas rejoint la Grèce pour jouer avec l'AEK Athènes, où il joue pendant quatre ans. Cependant, il se déchire les ligaments croisés antérieurs en 1991. Cette blessure et une infection conséquente l'empêchent de jouer pendant pratiquement deux ans. En 1992, il signe un contrat avec la Fédération des États-Unis de soccer pour jouer à plein temps avec l'équipe nationale américaine. Après la Coupe du monde 1994, Klopas retourne en Grèce et signe un contrat avec le club athénien de Apollon Smyrnis et débute le 7 janvier 1995 contre son ancien club, l'AEK Athènes.

### Major League Soccer
En 1996, la Major League Soccer démarre ses activités et pour équilibrer les équipes, les joueurs sont assignés à un club. Klopas est ainsi assigné aux Wizards de Kansas City. Il y passe deux saisons avant de signer au Fire de Chicago en 1998 où il demeure deux ans et remporte la Coupe MLS en 1998 et la US Open Cup avant de se retirer en 1999.
En quatre ans en MLS, Klopas inscrit trize buts et fait seize passes décisives. Il marque six buts et offre cinq passes décisives en quarante rencontres (dont vingt-quatre comme titulaire) pour le Fire de Chicago, dont deux buts inscrits lors du premier match du Fire au Soldier Field pour une victoire 2-0 contre le Mutiny de Tampa Bay, le 4 avril 1998.
Le 25 janvier 2000, Klopas annonce son retrait du soccer professionnel.

### Équipe nationale
Klopas fait ses débuts sous le maillot américain en 1987 et inscrit douze buts en trente-neuf sélections. Il dispute les Jeux olympiques de 1988. En 1994, il se fait opérer des ligaments croisés antérieurs mais revient à temps pour la Coupe du monde 1994.

## Carrière d'entraîneur
Le 2 juin 2004, Klopas est nommé entraîneur et manager général du Storm de Chicago, évoluant en MISL. Il emmène l'équipe jusqu'aux séries éliminatoires lors de la seconde saison, mais est renvoyé le 24 juillet 2006.

### Directeur technique
Klopas est nommé en tant que premier directeur technique de son ancien club, le Fire de Chicago, en janvier 2008.
Le 18 décembre 2013, Klopas est nommé entraîneur-chef et directeur du personnel de l'Impact de Montréal.
Il est congédié par Nick De Santis le 30 août 2015 lors d'un appel téléphonique dans la nuit suivante après une défaite 2-1 contre le Toronto FC. Il est remplacé par son adjoint Mauro Biello pour les 11 derniers matchs de la saison.

## Palmarès
Sting de Chicago
- Championnat NASL : 1984

AEK Athènes
- Championnat de Grèce : 1989, 1992, 1993 et 1994
- Supercoupe de Grèce : 1989
- Coupe de la ligue grecque : 1990
- Coupe Pré-Méditerranéenne : 1991